# Casinaria novoguineensis
Casinaria novoguineensis là một loài tò vò trong họ Ichneumonidae.